# Bahnstrecke Tomelilla–Simrishamn
| Kursbuchstrecke: | CTJ                                                            |                                                               |                                                               |
| Streckenlänge: | 27 km                                                          |                                                               |                                                               |
| Spurweite: | 1435 mm (Normalspur)                                           |                                                               |                                                               |
| Stromsystem: | 15 kV 16 2/3 Hz ~                                              |                                                               |                                                               |
| Streckengeschwindigkeit: | bei Eröffnung: 25 km/h Bandel 969 (Ystad)–Simrishamn: 140 km/h |                                                               |                                                               |
| |                                                                |                                                               |                                                               |
| \| \| \| Strecke von Eslöv \| \| \| \| \| Strecke von Brösarp \| \| \| \| \| Strecke von Malmö \| \| \| \| 56,494 \| Tomelilla (1865) \| Tomelilla (1865) \| \| \| \| Strecke nach Ystad \| \| \| \| 70,737 \| Ullstorp[3] (1895–1920er Jahre) \| Ullstorp[3] (1895–1920er Jahre) \| \| \| 75,480 \| Lunnarp (1882) \| Lunnarp (1882) \| \| \| 80,455 \| Smedstorp (1882) \| Smedstorp (1882) \| \| \| \| Komstadån \| \| \| \| \| ehem. Strecke von Ystad \| \| \| \| 84,676 \| Gärsnäs (1882) \| Gärsnäs (1882) \| \| \| \| ehem. Strecke nach Sankt Olof \| \| \| \| \| \| \| \| \| 88,209 \| Östra Tommarp (bis 2003, 1910–1989 Tommarp, 1882–1910 Tomarp) \| Östra Tommarp (bis 2003, 1910–1989 Tommarp, 1882–1910 Tomarp) \| \| \| \| \| \| \| \| 91,587 \| Jerrestad (1882) \| Jerrestad (1882) \| \| \| 93,270 \| Bjärsjö (1882 als Bjersjömölla) \| Bjärsjö (1882 als Bjersjömölla) \| \| \| \| Sand- bzw. Kiesgrube[4][5] (1899) \| \| \| \| \| Tommarpsån \| \| \| \| \| Simrishamn hamn[6] (Ostsee) \| \| \| \| 96,048 \| Simrishamn C (1882) \| Simrishamn C (1882) \| \| \| \| Hafengleis[7] (1882-1983) \| \| \| \| \| \| \| \| \| \| \| \| \| Quellen: [8] \| \| \| \| |                                                                |                                                               |                                                               |
| Strecke (außer Betrieb) |                                                                | Strecke von Eslöv                                             | Strecke von Eslöv                                             |
| Abzweig geradeaus und von links (Strecke außer Betrieb) |                                                                | Strecke von Brösarp                                           | Strecke von Brösarp                                           |
| Abzweig geradeaus und von rechts (Strecke außer Betrieb) |                                                                | Strecke von Malmö                                             | Strecke von Malmö                                             |
| Kopfbahnhof Strecke bis hier außer Betrieb | 56,494                                                         | Tomelilla (1865)                                              | Tomelilla (1865)                                              |
| Abzweig geradeaus und nach rechts |                                                                | Strecke nach Ystad                                            | Strecke nach Ystad                                            |
| ehemalige Blockstelle | 70,737                                                         | Ullstorp (1895–1920er Jahre)                                  | Ullstorp (1895–1920er Jahre)                                  |
| Bahnhof | 75,480                                                         | Lunnarp (1882)                                                | Lunnarp (1882)                                                |
| Bahnhof | 80,455                                                         | Smedstorp (1882)                                              | Smedstorp (1882)                                              |
| Brücke über Wasserlauf |                                                                | Komstadån                                                     | Komstadån                                                     |
| Abzweig geradeaus und ehemals von rechts |                                                                | ehem. Strecke von Ystad                                       | ehem. Strecke von Ystad                                       |
| Bahnhof | 84,676                                                         | Gärsnäs (1882)                                                | Gärsnäs (1882)                                                |
| Abzweig geradeaus und ehemals nach links |                                                                | ehem. Strecke nach Sankt Olof                                 | ehem. Strecke nach Sankt Olof                                 |
| |                                                                |                                                               |                                                               |
| ehemaliger Bahnhof | 88,209                                                         | Östra Tommarp (bis 2003, 1910–1989 Tommarp, 1882–1910 Tomarp) | Östra Tommarp (bis 2003, 1910–1989 Tommarp, 1882–1910 Tomarp) |
| |                                                                |                                                               |                                                               |
| ehemaliger Bahnhof | 91,587                                                         | Jerrestad (1882)                                              | Jerrestad (1882)                                              |
| ehemaliger Haltepunkt / Haltestelle | 93,270                                                         | Bjärsjö (1882 als Bjersjömölla)                               | Bjärsjö (1882 als Bjersjömölla)                               |
| Strecke |                                                                | Sand- bzw. Kiesgrube (1899)                                   | Sand- bzw. Kiesgrube (1899)                                   |
| Brücke über Wasserlauf · Brücke über Wasserlauf (Strecke außer Betrieb) |                                                                | Tommarpsån                                                    | Tommarpsån                                                    |
| Strecke · Blockstelle (Strecke außer Betrieb) |                                                                | Simrishamn hamn (Ostsee)                                      | Simrishamn hamn (Ostsee)                                      |
| Kopfbahnhof Strecke ab hier außer Betrieb · Strecke (außer Betrieb) | 96,048                                                         | Simrishamn C (1882)                                           | Simrishamn C (1882)                                           |
| Abzweig geradeaus und von links (Strecke außer Betrieb) · Strecke nach rechts (außer Betrieb) |                                                                | Hafengleis (1882-1983)                                        | Hafengleis (1882-1983)                                        |
| |                                                                |                                                               |                                                               |
| |                                                                |                                                               |                                                               |
| Quellen: |                                                                |                                                               |                                                               |

Die Bahnstrecke Tomelilla–Simrishamn ist eine normalspurige schwedische Eisenbahnstrecke. Sie wurde von der Cimbrishamn-Tomelilla Jernväg (CTJ), einer privaten Eisenbahngesellschaft, zwischen Tomelilla und Simrishamn, das bis weit in die 1910er Jahre Cimbrishamn hieß, erbaut.
Die Strecke ist heute ein Teil der Bahnstrecke Ystad–Simrishamn, die seit der Namensgebung der schwedischen Strecken durch Banverket um 1990 als Österlenbanan bezeichnet wird.

## Geschichte
Cimbrishamn–Tomelilla Jernväg war eine der fünf als mit Dampftriebwagen bediente Eisenbahnstrecken in Schonen (schwedisch Ångspårvägar) bezeichneten Bahnstrecken in Skåne. Dies waren Bahnstrecken, die aus Kostengründen möglichst preiswert gebaut wurden. Es wurden leichtere Schienen verwendet und im Zugbetrieb Dampftriebwagen eingesetzt, bei denen der Schaffner neben seinen Aufgaben auch die des Heizers verrichtete. Die Triebwagen konnten einige Güter- oder Personenwagen mitführen.

## Cimbrishamn–Tomelilla Jernväg
Die Konzession für die Strecke wurde am 24. März 1882 erteilt, die Eröffnung für den öffentlichen Verkehr erfolgte am 16. Dezember 1882. Die Bausumme betrug 663.000 Kronen und die Fahrzeuge kosten 137.000 Kronen. Diese Kosten wurden durch Zeichnungen von Aktien durch die Stadt Simrishamn in Höhe von 106.000 Kronen und weiteren elf Gemeinden in Höhe von 125.000 Kronen sowie eine Anleihe von 500.000 Kronen finanziert.
Die Bahn wurde nach der Eröffnung von Dampftriebwagen nach dem Rowan-System befahren. Dieses System stammt aus Dänemark, wo William Rowan mit einer dampsporvej Experimente unternahm. Als erste Bahnen dieses Typs wurden die dänischen Randers–Hadsundsbanen und Gribskovbanen betrieben. Die dortigen Erkenntnisse waren die Grundlagen für die Ångspårvägar in Skåne. Die erste schwedische Strecke dieser Bauart war Gärds Härads järnväg.
Für den Betrieb der Strecke wurden folgende Fahrzeuge beschafft:
| Nummer | Name        | Bauart          | Achsfolge | Hersteller                      | Fabr.-Nr./ Baujahr | Besonderes                                                                   |
| ------ | ----------- | --------------- | --------- | ------------------------------- | ------------------ | ---------------------------------------------------------------------------- |
| 1      | CIMBRISHAMN | Tenderlok       | 2 B t     | Nydqvist & Holm AB, Trollhättan | 161/ 1882          | [ 15 ]                                                                       |
| 1      |             | Dampftriebwagen | 2 B       | Nydqvist & Holm AB, Trollhättan | 163/ 1882          | Wagenkasten von Atlas AB                                                     |
| 2      |             | Dampftriebwagen | 2 B       | Nydqvist & Holm AB, Trollhättan | 164/ 1882          | Wagenkasten von Atlas AB                                                     |
| 2      | JERRESTAD   | Tenderlok       | 1 B t     | Hanomag, Hannover               | 1833/ 1885         | 1896: Malmö–Tomelilla Järnväg Nr. 12, 1912: Malmö–Simrishamns Järnväg Nr. 18 |

Für den Personenverkehr wurde 1884 ein kombinierter Wagen mit 1. und 3. Klasse gekauft. Zwei offene Güterwagen wurden 1894 gekauft.

## Verkauf an Malmö–Tomelilla Järnväg
Nach der Eröffnung der Bahnstrecke zwischen Malmö und Tomelilla von Malmö–Tomelilla Järnvägsaktiebolag (MöToJ) schlug diese eine gemeinsame Verwaltung der Strecken vor. MöToJ kaufte Cimbrishamn–Tomelilla Jernväg  Anfang 1896 und bezahlte in Aktien der Gesellschaft für die Hälfte des Wertes von dem, was bei der Gründung der CTJ gezeichnet worden war. Die Strecke zwischen Simrishamn und Tomelilla wurde mit schwereren Schienen ausgestattet und somit in den gleichen technischen Zustand wie die Strecke zwischen Malmö und Tomelilla gebracht.
Im Rahmen des Zusammenschlusses dieser und weiterer Gesellschaften wurde die neue Gesellschaft in Malmö–Simrishamns Järnväg umbenannt.